# Ugo Balzani
Ugo Balzani (Roma, 6 novembre 1847 – Roma, 27 febbraio 1916) è stato uno storico italiano.

## Biografia
Nato a Roma, da famiglia nobile di origine bolognese,si laureò in giurisprudenza nella stessa città.
Divenne noto come illustre studioso e ricevette onorificenze in patria e all'estero. Fu membro della Reale Accademia dei Lincei e dell'Istituto storico italiano; divenne presidente della Reale Società romana di storia patria, di cui era stato uno dei soci fondatori. 
In Inghilterra, l'Università di Oxford gli conferì una laurea ad honorem e la British Academy lo nominò corresponding fellow.

### Scritti
- Cartularii e regesti della provincia di Roma. Il regesto di Farfa e le altre opere di Gregorio di Catino, con Ignazio Giorgi, 5 voll., Roma, Società romana di storia patria, 1879-1914.
- La Storia di Roma nella Cronica di Adamo da Usk, 1880.
- (EN)  Early Chroniclers of Italy, 1883.
- Le Cronache Italiane nel Medio Evo, 1884; 1909.
- (EN)  The Popes and the Hohenstaufen, 1886.